# Distrito electoral de Brinkerhoff (condado de Rock, Nebraska)
Brinkerhoff (en inglés: Brinkerhoff Precinct) es un distrito electoral ubicado en el condado de Rock en el estado estadounidense de Nebraska. En el Censo de 2010 tenía una población de 10 habitantes y una densidad poblacional de 0,09 personas por km².

## Geografía
Brinkerhoff se encuentra ubicado en las coordenadas 42°38′19″N 99°37′48″O / 42.63861, -99.63000. Según la Oficina del Censo de los Estados Unidos, Brinkerhoff tiene una superficie total de 111.54 km², de la cual 111.52 km² corresponden a tierra firme y (0.02%) 0.02 km² es agua.

## Demografía
Según el censo de 2010, había 10 personas residiendo en Brinkerhoff. La densidad de población era de 0,09 hab./km². De los 10 habitantes, Brinkerhoff estaba compuesto por el 100% blancos.